# Conseil suprême de l'économie nationale
Le Conseil suprême de l'économie nationale ou Vesenkha (Высший Совет Народного Хозяйства, ВСНX, Vysschi soviet narodnogo khoziaïstva, VSNKh) était l'organe suprême de la politique économique de l'URSS. Deux institutions ont porté ce nom, une première fois en 1917-1932, et une deuxième fois en 1963–1965.

## 1917-1932
Dans un premier temps, le Vesenkha était l'organe suprême qui dirigeait l'économie, et principalement l'industrie.
Le Vesenkha a été créé en décembre 1917 par un décret du Conseil des commissaires du peuple (Sovnarkom). Son but était de surveiller et de contrôler les nouvelles industries nationalisées dans le cadre de l'économie centralisée. Il avait des droits de confiscation et d'expropriation vis-à-vis de la propriété privée. Après la création de l'Union soviétique en 1923, son rôle s'est étendu à toute l'Union. En 1932, il fut réorganisé en trois commissariats : un pour l'industrie lourde, un autre pour l'industrie légère et un dernier pour la foresterie.

### Structure de l'organisation
Au sein du VSNKh, il y avait deux types de départements :

#### Les départements du secteur fonctionnel
Ils traitent des décisions ayant trait aux finances, la planification, la politique économique, la recherche et au développement.

#### Les départements du secteur industriel
Les ministères de ce type ont été créés par décret en 1926 et se composaient de « ministères en chef », connus sous le nom Glavk (glavnye upravlenija).
Les chefs de tous les départements de ce secteur formaient le conseil du VSNKh de l'ensemble de l'Union soviétique.

#### À la tête du VSNKh
- Nikolaï Ossinski (1917–1918) ;
- Alexeï Rykov (1918–1920) ;
- Félix Dzerjinski (1924–1926) ;
- Valerian Kuibyshev (1928–1930) ;
- Grigory Ordjonikidze (1930–1932).

## 1963-1965
Le Vesenkha a été rétabli par Nikita Khrouchtchev lorsqu'il a présenté son plan sur la décentralisation de la gestion de l'industrie au moyen de sovnarkhozes. Il fut subordonné au Conseil des ministres de l'URSS de la gestion de l'industrie et de la construction.
Les Sovnarkhozes ont été introduits par Nikita Khrouchtchev en juillet 1957 pour tenter de lutter contre la centralisation et le départementalisme des ministères. L'URSS était initialement divisé en 105 régions économiques, les sovharknozes planifient la gestion de l'économie, ce qui entraina une fermeture massive des anciens ministères simplifiant la gestion économique de l'URSS.